# U Won-sik
U Won-sik (hangul 우원식, hanča 禹元植; * 18. září 1957 Soul) je jihokorejský politik, od června 2024 22. předseda Národního shromáždění Jižní Koreje. V Národním shromáždění zastupuje soulskou městskou čtvrť Nowon. Než byl zvolen předsedou Národního shromáždění, byl členem Demokratické strany Koreje. Za jeho předsednictví došlo k impeachmentu prezidenta Jun Sok-jola a premiéra Han Tok-sua.

## Život
Vystudoval stavební inženýrství na Univerzitě Jonse. Později na téže univerzitě získal magisterský titul v oboru environmentální studia. Roku 1981 byl zatčen a odsouzen k třem letům odnětí svobody za účast na protestech proti prezidentovi Čon Du-hwanovi.